# Province cartusienne du Rhin
La province cartusienne du Rhin (en latin : Provincia Rheni) est une province de l’ordre des Chartreux instituée en 1400, au cours du Grand Schisme d'Occident (1378-1417). Elle comprend toute la partie ouest de la précédente province d’Allemagne inférieure. Cette nouvelle province du Rhin reste sous l'autorité de la Grande Chartreuse et du pape d'Avignon, à l'opposé des autres chartreuses allemandes qui suivent le pape de Rome.

## Histoire

### Provinces antérieures
Pour l’ordre des Chartreux, la définition des provinces correspond à un groupe de maisons et non à un espace géographique. 
Les premières chartreuses allemandes fondées à partir de 1320 relèvent de la province de Lombardie. En 1335 le chapitre général fonde une province d’Allemagne qui regroupe à ce moment-là les chartreuses de Seitz, Gairach, Bistra, Letanovce, Liegnitz, Mauerbach, Gaming, Tarkan, Mayence, Schnals, Grünau, Coblence, Cologne et Strasbourg. Mais cette partition se trouve déjà dépassée en 1355 et le chapitre général la partage de nouveau en deux provinces, l’Allemagne supérieure (Haute-Allemagne) et l’Allemagne inférieure (Basse-Allemagne). Cette dernière comprend alors les communautés de Mayence, Grünau, Wurtzbourg, Tückelhausen, Cologne, Monichusen, Trèves, Strasbourg, Fribourg en Brisgau et enfin Gertruidenberg. Elle demeure inchangée jusqu’en 1400. 

### Schisme
En 1400, la province d’Allemagne inférieure est modifiée, amputée de toute sa partie ouest qui devient la province du Rhin.
Au cours du Grand Schisme d'Occident, la chrétienté latine est divisée en deux obédiences, l'une au pape de Rome et l'autre au pape d'Avignon. Ce schisme provoque également un schisme au sein de l'ordre des Chartreux en 1380 qui dure jusqu'en 1410. Urbain VI déménage le siège du chapitre général à Žiče, qui le reste pendant près de deux décennies (1391-1410). La province du Rhin, reste sous l'autorité de la Grande Chartreuse.
Les chartreux allemands et italiens sont avec le pape de Rome, et ceux de France et d'Espagne suivent le pape d'Avignon. Les monastères chartreux des comtés de Hollande et Zélande, et du Duché de Gueldre obéissent également au pape de Rome et sont dirigés par le chapitre de Žiče.

### Après 1440
À partir de 1440, la province du Rhin contient les chartreuses de Mayence (1320), Coblence (1331), Trèves (1331), Cologne (1334), Strasbourg (1335), Fribourg (1346), Ruremonde (1376), Nordlingen (1384) et Wesel (1417). Plus tard, le monastère chartreux de Gulik (1478) s'y est ajouté.

## Liste des chartreuses
Cette section présente une liste des chartreuse qui ont fait partie de la province du Rhin[Quand ?] :
- Mayence 1320-1781
- Coblence 1331-1802
- Trèves 1331-1673, transfert à Merzlich, 1673-1794
- Cologne 1334-1794
- Strasbourg 1335-1591, transfert à Molsheim
- Fribourg 1345-1782
- Ruremonde 1373-1783
- Nördlingen 1384-1648
- Berne 1397-1528
- Bâle 1401-1529
- Sierck 1415-1431, transfert à Rettel
- Rettel 1431-1790
- Wesel 1417-1587, transfert à Xanten
- Dülmen 1476-1803
- Vogelsang 1478-1802
- Molsheim 1600-1790
- Xanten 1628-1802
- Hain 1869-1964, transfert à Marienau

## Visiteurs de la province du Rhin
- 1406-1410 : Henri de Coesfeid, profès, puis prieur de Monichusen (1373-1378), prieur de Geertruidenberg (1378-1381), prieur de Zelem (1381-1402), et à nouveau prieur de Geertruidenberg de 1402 jusqu'à sa mort en juillet 1410 à Bruges, visiteur de la province du Rhin de 1406 à 1410 et puis brièvement de la province de Picardie[3]
- Jean Kesseler (†1425), profès de la chartreuse de Mayence, prieur de Nördlingen (1403-1409), de Mayence en 1409, puis visiteur de la Province du Rhin.
- 1509 : Gregor Reisch, prieur de Fribourg.
- ~1600 : Arnold Havensius (†1609), jésuite, docteur de Cologne, prieur de Ruremonde.